# Malva lusitanica
Malva lusitanica är en malvaväxtart. Malva lusitanica ingår i Malvasläktet som ingår i familjen malvaväxter.

## Underarter
Arten delas in i följande underarter:
- M. l. lusitanica
- M. l. minoricensis